# ひとり暮らしの妖精たち
「ひとり暮らしの妖精たち」(ひとりぐらしのようせいたち) は、1986年11月21日に発売された大貫妙子の13枚目のシングル。発売元はdear Heart/MIDI。

## 概要・背景
表題曲「ひとり暮らしの妖精たち」は、作詞を大貫自身が、作曲は坂本龍一が手掛けている。編曲は坂本と鈴木さえ子の連名となっているが、これは楽曲の制作中に坂本が急用でどうしても海外に行かなくてはならなくなり、残りのアレンジを鈴木に託したという事情によるもの。
日本テレビ系スペシャル・ドラマ 『インタビュアー・冴子～もどらない旅へ～』のテーマ曲として使用されたほか、ファミリーマートのCMソングとしても使用された。この曲はオリジナル・アルバムには収録されておらず、1991年6月発売のベスト・アルバム『PURE DROPS』に初めて収録され、その後2011年に発売されたゴールデン☆ベスト『ゴールデン☆ベスト 大貫妙子 THE BEST 80'S DIRECTOR'S EDITION』にも収録された。
1996年11月にリリースされたセルフカバー・アルバム『pure acoustic』の再発盤には、フェビアン・レザ・パネのアレンジによる新たなバージョンで収録されている。
B面曲「コパンとコピーヌ」は、テレビ朝日系情報番組『テーマはおんな』のテーマ曲として使用された。この曲は大貫自身のオリジナル・アルバム、ベスト・アルバム共に未収録で、ミディに所属するアーティストの楽曲を収めたコンピレーション・アルバム『ミディ・シングルス3』のみの収録に留まっている。ちなみにタイトルの ”コパン” ”コピーヌ” は、どちらも ”友達” ”仲間” を意味するフランス語で、コパン（copain）は男性名詞、コピーヌ（copine）は女性名詞である。

## 収録曲
1. ひとり暮らしの妖精たち（4:39）
作詞: 大貫妙子 / 作曲: 坂本龍一 / 編曲: 坂本龍一・鈴木さえ子
2. コパンとコピーヌ（4:10）
作詞・作曲: 大貫妙子 / 編曲: 門倉聡

## 収録アルバム
ひとり暮らしの妖精たち
- 『PURE DROPS』（1991年）
- 『pure acoustic』（1996年）- リアレンジバージョン

コパンとコピーヌ
- 『ミディ・シングルス3』（1992年）